# Henry Engelen
Hendrikus Mari Cornelis Johannes (Henry) Engelen (Rotterdam, 15 augustus 1867 – Antwerpen, 14 februari 1935) was een Nederlands operazanger (bas-bariton) en -regisseur.

## Leven en werk
Hij was zoon van kantoorbediende Johannes Josephus Engelen en Cornelia Elisabeth van den Houdt. In 1892 huwde hij operazangeres Cato Sewing. Ze kregen een aantal kinderen, die deels ook de muziek in gingen.
Henry Engelen zong in het koor van de Rotterdamse Liedertafel en werd aangeraden verder te studeren en deed dat ook bij Paul Haase aan de Muziekschool van Toonkunst in Rotterdam. In 1890 begon hij een lange en ongelukkige relatie met de Hollandsche/Nederlandsche opera. Deze gezelschappen gingen vaak aan ruzie en/of onvoldoende inkomsten ten onder. Hij begon als bas-chantant als opvolger van Henri Albers. Gedurende het seizoen 1897-1898 leerde hij in Berlijn verder. Even later bevond hij zich met zijn gezin in Hannover, waar zijn vrouw soliste was aan het Königliches Hoftheater. Het zou daar geweest zijn dat hij zich begon te interesseren voor enscenering en regisseren.
Het seizoen 1900-1901 was hij weer te vinden in Amsterdam bij de Nederlandsche Opera, zijn vrouw kon niet wennen aan het strakke regime in Hannover. Na dat seizoen richtte hij samen met anderen het Lyrisch Tooneel op, dat een grote naam kreeg. Hij werd er zanger en regisseur. De winter van 1903 gooide voor diverse operastichtingen roet in het eten en het Lyrisch Tooneel ging failliet. Engelen kreeg een soortgelijke baan aangeboden aan de Koninklijke Vlaamse Opera in Antwerpen, waar hij tot 1909 werkzaam was. In juni 1910 ging hij werken bij het Théâtre Royal in Gent als 'régisseur général', maar de familie keerde terug naar Amsterdam, om daar regelmatig op te treden in het Rembrandt Theater. In 1922 keerde het gezin terug naar Antwerpen om er tot en met 1928 te werken. In 1929 kreeg hij ruzie met het bestuur. Hij werd toen bioscoopdirecteur en leidde een concertbureau. In 1930 werd hij regisseur in het Century-theater (onderdeel van Century Center). Hij was ook enige tijd verbonden aan de Antwerpse operettegezelschappen El Bardo en Pro Arte, waarmee hij ook Nederland aandeed.
Henry Engelen schreef het libretto van Het Eerekruis, de laatste opera van Cornelis Dopper of zoals Dopper het zelf noemde "een dramatische episode". Deze eenacter ging op 9 januari 1903 in première in het Paleis voor Volksvlijt onder leiding van Peter Raabe; het gezelschap was het Amsterdamsch Lyrisch Tooneel van Engelen, Loman en Raabe. Ook in 1910 vonden er uitvoeringen van dit korte werk plaats. Er volgden nog uitvoeringen in Rotterdam en Utrecht. Thom Denijs, liever zanger dan acteur, vond dat hij in deze opera zijn beste spel kon laten zien; hij moest een half uur voor dood op het toneel liggen.
Henry Engelen stierf op 67-jarige leeftijd in Antwerpen na een kort ziekbed. Zijn familie vertrok na een aantal jaren weer naar Amsterdam.